# Menetou-Salon
Menetou-Salon là một thị trấn trong tỉnh Cher, thuộc vùng hành chính Centre của nước Pháp, có dân số là 1.661 người (thời điểm 1999). Thị trấn nằm khoảng 16 km về phía bắc của Bourges.